# Wörblitz
Wörblitz ist ein Ortsteil der Stadt Dommitzsch im Landkreis Nordsachsen in Sachsen.

## Lage

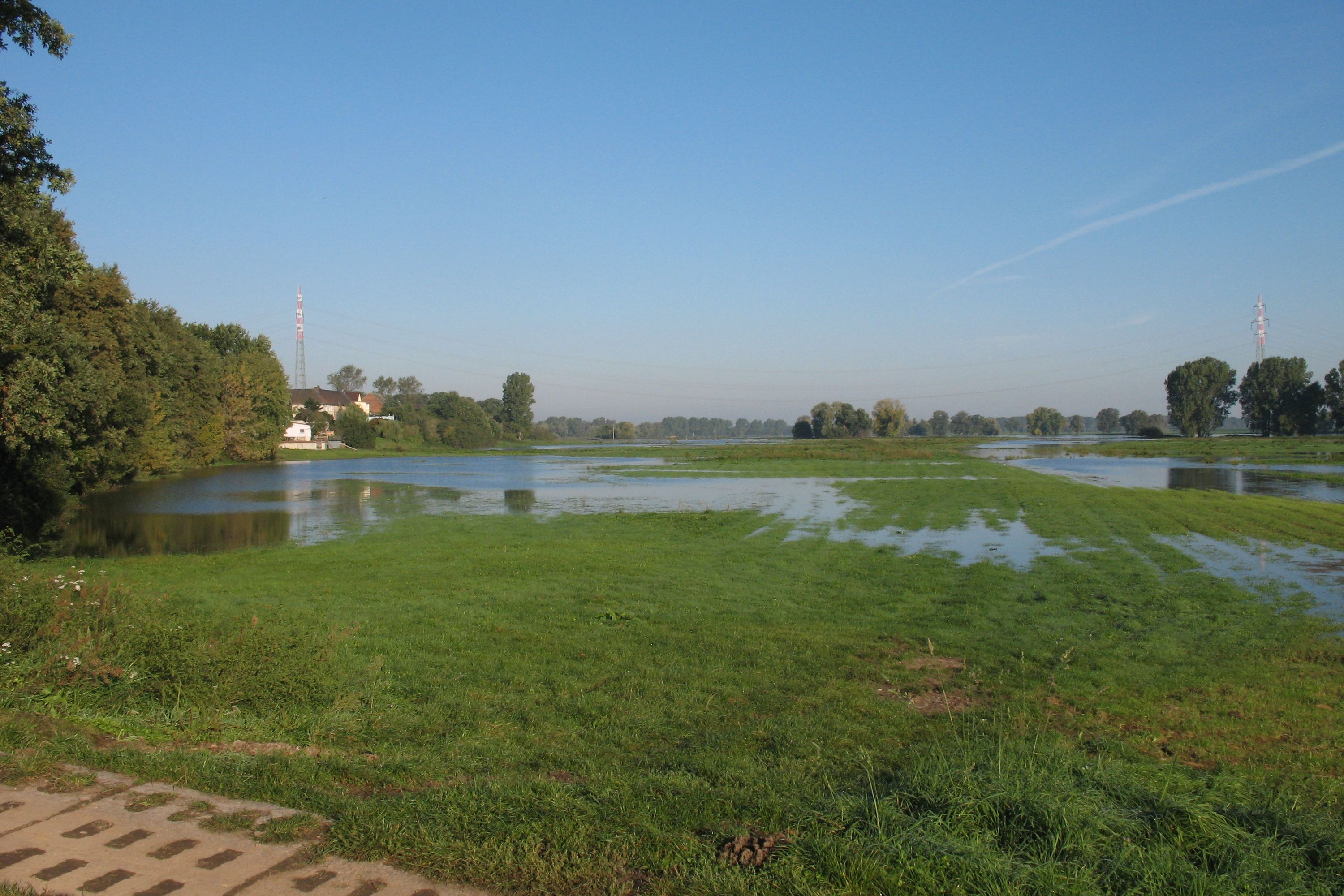
Elbauen vor Wörblitz

Der Ortsteil Wörblitz liegt nordwestlich der Stadt Dommitzsch in der Elbeniederung westlich des Stromes an der Bundesstraße 182. Die Gemarkung befindet sich in der Aue auf Schwemmlandböden, die meist als Wiesen und Weiden genutzt werden. Die außerhalb der Auestandorte befindlichen Flächen stehen meist auf Sandböden.

## Geschichte
992 wurde der Siedlungsplatz Wirbilendorf erstmals urkundlich erwähnt. 1560 nannte man das Dorf schon Werblitz, was auch 1791 so genannt wurde. Jetzt ist das Dorf Wörblitz ein Straßendorf und die Bauern bewirtschafteten 1895 insgesamt 412 Hektar Land im Deich und außerhalb. Die Einwohnerzahl entwickelte sich von 21 Personen im Jahr 1748 auf 287 1910 und 725 1999.
Am 1. Juli 1950 wurden die bis dahin eigenständigen Gemeinden Greudnitz und Proschwitz eingegliedert. 
Einst gehörte das Dorf zum Amt Pretzsch, dann zu Wittenberg und später zu Torgau. 2008 übte der Landkreis Nordsachsen die Funktion der Behörde aus.
Von der alten Windmühle steht heute nur noch das Mühlengehöft.